# Hasseltia psittacarum
Hasseltia psittacarum är en videväxtart som beskrevs av Louis Otho Otto Williams. Hasseltia psittacarum ingår i släktet Hasseltia och familjen videväxter. Inga underarter finns listade i Catalogue of Life.